# 加埃塔诺·雷納
加埃塔诺·雷納（義大利語：Gaetano Reina，義大利語：[gaeˈtaːno reˈiːna]，1889年9月27日—1930年2月26日），暱稱湯米·雷納（英語：Tommy Reina），生於意大利王國西西里科爾萊奧內，是一名義大利裔美國黑幫成員，是早期的美國黑手黨老大，多年來被稱為紐約市盧凱塞犯罪家族（Lucchese crime family）的創始人。他領導著這個家族，直到1930年2月26日被喬·馬塞里亞下令謀殺。

## 早年
雷納出生在意大利西西里島的科爾萊奧內，父母是Giacomo Reina和Carmela Rumore。1900年代初，雷納一家搬到美國的紐約市，並在東哈林第107街定居。雷納和他的兄弟Antonio開始為莫雷洛犯罪家族的成員工作。1913年7月，雷納的姐妹Bernarda與文森佐·特拉諾瓦結婚。
他與Angelina Olivera結婚，兩夫妻育有九個孩子，五男四女：兒子Giacomo（成為盧凱塞犯罪家族的成員）、Henry、Sam、John和Bernard，以及女兒Anna、Carmela "Mildred" Valachi（1932年與約瑟夫·瓦拉奇結婚）、Rose Bongrieco和Lucy Sterling。全家人住在布朗克斯區諾伍德的Rochambeau大道的家中。
1914年11月，富有的家禽業者巴尼特·巴夫被殺害，他的同業雇用了西西里島槍手作案。調查和審判拖了好幾年，被稱為紐約歷史上最轟動的謀殺案。雷納和傑克·卓格納一度被牽連為真正的槍手。然而，後來確定這只是謠傳。

## 黑手黨老大
雷納長期以來一直是莫雷洛犯罪家族的隊長，掌管莫雷洛組織內的許多人員和行動。隨著莫雷洛犯罪家族在1910年代陷入混亂，雷納與薩爾瓦托雷·達奎拉和喬·馬塞里亞一起分頭成立了自己的家族。因此，到1920年，他成為自己犯罪家族的老大，控制著布朗克斯和東哈林部分地區的犯罪活動。他的犯罪家族壟斷了布朗克斯的冷藏櫃銷售。雷納犯罪家族的二老闆是湯米·加利亞諾，他是前莫雷洛幫派成員。
1920年代後期，被削弱很多的莫雷洛犯罪家族的殘餘勢力，被吸收到喬·馬塞里亞強大的組織中，雷維與喬·馬塞里亞結盟。1925年，薩爾瓦托雷·馬蘭扎諾來到紐約市，接管了在布魯克林威廉斯堡經營的卡斯泰拉姆馬雷家族。雷納轉而開始支持馬蘭扎諾。馬塞里亞得知了雷納的背叛，於是命令查理·「幸運」·盧西安諾安排謀殺雷納。

## 被謀殺
1930年2月26日晚上，雷納離開情婦Marie Ennis位於布朗克斯Sheridan大街的公寓時（其他消息稱他是在晚飯後離開姨媽的公寓），遭到伏擊（有人懷疑是維多·吉諾維斯，有人則懷疑是Joseph Pinzolo），被雙管獵槍擊中頭部，當場死亡。兩名殺手將武器留在一輛停泊的汽車底下，並且逃跑。在他的屍體上，警方發現了一把手槍和804美元現金。雷納的死亡促成了馬塞里亞和馬蘭扎諾之間發生的卡斯泰拉姆馬雷戰爭。
雷納被埋葬在紐約布朗克斯的伍德朗公墓。

## 流行文化

### 電影
- 《賊殺賊》（1972年），由亞美迪歐·納札里（英语：Amedeo Nazzari）飾演雷納。
- 《Gangster Wars（英语：The Gangster Chronicles#Gangster Wars）》（1982年），由Joe Tornatore飾演雷納。
- 《江湖好漢》（1991年），由克里斯·潘（英语：Chris Penn）飾演雷納。

### 書籍
- 《The Last Testament of Lucky Luciano》（1975年），由Martin A. Gosch和Richard Hammer選寫。